# رایز: پسر روم
رایز: پسر روم (انگلیسی: Ryse: Son of Rome) یک بازی ویدئویی در سبک هک اند اسلش و اکشن-ماجراجویی است که توسط شرکت کرای‌تک توسعه یافته و بوسیلهٔ استودیو مایکروسافت منتشر شده‌است. این بازی در تاریخ ۲۲ نوامبر ۲۰۱۳ به عنوان بازی زمان عرضه برای کنسول اکس‌باکس وان منتشر شد و سپس در ۱۰ اکتبر  سال ۲۰۱۴ توسط دیپ سیلور برای مایکروسافت ویندوز عرضه شد. این بازی در رده بازی‌های گرافیکی کنسول ایکس باکس وان است.